# Várj, míg sötét lesz
A Várj, míg sötét lesz (eredeti cím angolul: Wait Until Dark) című 1967-es film egy vak nőről, Susy Hendrixről szól, akinek három bűnöző próbál mindenféle módon a közelébe férkőzni, hogy megszerezzék a férje poggyászából a heroinnal töltött babát.
A film nagy nézettségnek örvendett az 1967-es évben. A pozitív jegypénztári statisztikák mellett a kritikusok is kedvezően fogadták, s főleg Hepburn alakítását dicsérték. A Time magazinban megjelent kritika is kiemeli, hogy a film és a forgatókönyv az eredeti Broadway-darabot is meghaladja, valamint virtuóznak nevezi az Alan Arkin és Audrey Hepburn alakította ellentétpárost és ragyogónak a kettejük között, a film végén kialakuló küzdelmet.

## Történet
|  | Alább a cselekmény részletei következnek! |

Mike Talman szabadlábra helyezése után gyorsan bajba jut. Egy piszkos munka elvégzésére
próbálják rávenni, amit ha nem végez el, akkor egy gyilkosságot akasztanak a nyakába.
A repülőtéren a drogfutár egy idegen férfinek, Sam Hendrixnek a poggyászába rejt egy heroinnal tömött babát. Talman feladata, hogy a Hendrix házaspár lakásán megkeresse a babát, amire több gengszter
is próbál lecsapni.

## Szereplők
| Szereplő     | Színész             | Magyar hang            | Magyar hang            |
| Szereplő     | Színész             | 1. szereposztás (1982) | 2. szereposztás (2004) |
| ------------ | ------------------- | ---------------------- | ---------------------- |
| Susy Hendrix | Audrey Hepburn      | Venczel Vera           | Létay Dóra             |
| Harry Roat   | Alan Arkin          | Varga T. József        | Széles László          |
| Mike Talman  | Richard Crenna      | Izsóf Vilmos           | Csankó Zoltán          |
| Sam Hendrix  | Efrem Zimbalist Jr. | Kristóf Tibor          | Csernák János          |
| Carlino      | Jack Weston         | Miklósy György         | Besenczi Árpád         |
| Lisa         | Samantha Jones      | Földessy Margit        | Téglás Judit           |
| Gloria       | Julie Herrod        | Lengyel Kati           | Czető Zsanett          |
| Shatner      | Frank O'Brien       | Gyabronka József       | Hujber Ferenc          |

További magyar hangok: Ilkovics Ádám
Surányi Imre

## Díjak, jelölések

### Oscar-díj(1968)
- jelölés: legjobb női főszereplő (Audrey Hepburn)

### Golden Globe-díj(1968)
- jelölés: legjobb női főszereplő – drámai kategória (Audrey Hepburn)
- jelölés: legjobb férfi mellékszereplő (Efrem Zimbalist Jr.)

### Golden Laurel-Díj (1968)
- - díj: legjobb női drámai alakítás (3. helyezés) (Audrey Hepburn)
  - jelölés: legjobb filmdráma (5. helyezés)

## Külső hivatkozások
- Várj, míg sötét lesz a PORT.hu-n (magyarul)